# Desmopsis
Desmopsis is een geslacht uit de familie Annonaceae. De soorten uit het geslacht komen voor van in Mexico tot in Colombia en op het eiland Cuba.

## Soorten
- Desmopsis bibracteata (B.L.Rob.) Saff.
- Desmopsis biseriata G.E.Schatz & Maas
- Desmopsis brachypoda G.E.Schatz & Maas
- Desmopsis colombiana G.E.Schatz & Maas
- Desmopsis confusa G.E.Schatz, N.Zamora & Maas
- Desmopsis dolichopetala R.E.Fr.
- Desmopsis dubia Ortíz-Rodr. & Espinosa-Jiménez
- Desmopsis dukei G.E.Schatz
- Desmopsis duran Gómez-Domínguez & Ortíz-Rodr.
- Desmopsis erythrocarpa Lundell
- Desmopsis guerrerensis Gonz.-Martínez & J.Jiménez Ram.
- Desmopsis heteropetala R.E.Fr.
- Desmopsis lanceolata Lundell
- Desmopsis maxonii Saff.
- Desmopsis mexicana R.E.Fr.
- Desmopsis microcarpa R.E.Fr.
- Desmopsis neglecta (A.Rich.) R.E.Fr.
- Desmopsis nigrescens G.E.Schatz
- Desmopsis oerstedii Saff.
- Desmopsis panamensis (B.L.Rob.) Saff.
- Desmopsis schippii Standl.
- Desmopsis subnuda (R.E.Fr.) G.E.Schatz & Maas
- Desmopsis talamancana G.E.Schatz & Maas
- Desmopsis trunciflora (Schltdl. & Cham.) G.E.Schatz ex Maas, E.A.Mennega & Westra
- Desmopsis uxpanapensis G.E.Schatz
- Desmopsis verrucipes Chatrou, G.E.Schatz & N.Zamora
- Desmopsis wendtii G.E.Schatz